# Cephalaspis
Cephalaspis és un gènere extint de peixos agnats amb armadura de la classe dels osteostracis, de la grandària d'una truita. Eren peixos detritívors que van viure en les aigües dolces dels rierols i en els estuaris del període Devonià en l'Europa occidental.